# پایگاه داده ماهی
پایگاه داده ماهی (به انگلیسی: FishBase)، پایگاه داده‌ای جهانی از گونه‌های ماهی است. این پایگاه داده بزرگ‌ترین و گسترده‌ترین پایگاه داده آنلاین در مورد ماهیان بالغ بر روی وب است. با گذشت زمان به یک «ابزار زیست‌محیطی متنوع و پویا» تبدیل شده است که به‌طور گسترده‌ای در نشریات علمی ذکر می‌شود.